# Шахобиддинов, Аюб
Аюб Шахобиддинов (родился 26 мая 1977 года в Ташкенте, УзССР, СССР) — узбекский кинорежиссёр и сценарист, заслуженный работник культуры Республики Узбекистан. Награжден специальной орденом «Doʻstlik» (Дружбы).

## Образования
В 1999 году окончил Узбекский государственный институт искусств и культуры. После окончания института работал в национальной телерадиокомпании в качестве телережиссёра. Работая на телевидении, подал документы на Высшие курсы сценаристов и режиссёров в Москве и 2 года посещал мастерские С. Соловьева и В. Рубинчика.

## Деятельность
После успешного прохождения курса Шахобиддинов вернулся в Узбекистан и начал свою карьеру на ведущей киностудии Узбекистана «Узбекфильм». Его дебютный фильм «Тюльпан в снегу» (2003) получил Гран-при на международном фестивале «Иджодий парвоз» в Ташкенте и этот фильм был представлен на внеконкурсном показе на Каннском кинофестивале (2004). Более того, его первый фильм, снятый на 35-миллиметровую пленку «Коргилик» («Правда», 2005), также участвовал в международном фестивале «Иджодий парвоз», а затем был представлен в качестве специального показа на молодёжном фестивале «Старт» в Баку (Азербайджан).
С 2007 года Аюб Шахобиддинов участвовал во многих международных фестивалях, проводимых в разных местах по всему миру. Фильм «Юрта» (2007) получил приз за лучшую мужскую роль фестиваля «Киношок» (Россия), Гран-при Международного кинофестиваля «Синемарина» в Кемри (Турция), Гран-при Национального кинофестиваля (Ташкент), приз международного жюри МКФ «Дийдор» в Душанбе (Таджикистан) и диплом Международного фестиваля мусульманского кино «Золотой Минбар» за развитие кинематографии тюркского мира. Фильм «Паризод» (Небеса моя обитель), 2012 г. стал участником и лауреатом многих международных кинофестивалей, в том числе приз за лучшую режиссуру на II Евразийском кинофестивале в Нью-Йорке, приз за лучшую женскую роль Архивная копия от 19 мая 2021 на Wayback Machine на МКФ «Волоколамский рубеж». им. С. Бондарчука (Россия), Гран-при кинофестиваля «Киношок» для стран СНГ, Латвии, Литвы и Эстонии. «Небеса моя обитель» был представлен в качестве специального показа на Шанхайском международном кинофестивале. Психологическая драма «Rangsiz tushlar Архивная копия от 19 мая 2021 на Wayback Machine» (Бесцветные сны Архивная копия от 19 мая 2021 на Wayback Machine), 2020 г. был награждён Архивная копия от 19 мая 2021 на Wayback Machine за лучший сценарий на Международном кинофестивале «Cinamaking» в Дакке, Бангладеш.
Аюб Шахобиддинов известен своими коммерческими драмами, такими как «Севинч» (2004), «Телба» («Иной», 2008), «Кечиккан хаёт» («Поздняя жизнь», 2011), «Турист» (2013) и ситкомом «Артист» (2016).